# Wasilisa Siemienczuk
Wasilisa Wasiljewna Siemienczuk z d. Kanina (ros. Василиса Васильевна Семенчук z d. Канина, ur. 19 września 1966 w Taszkencie) – radziecka narciarka, uprawiająca narciarstwo dowolne. Specjalizowała się w skokach akrobatycznych. Jej największym sukcesem jest złoty medal w skokach akrobatycznych wywalczony na mistrzostwach świata w Lake Placid. Na igrzyskach olimpijskich wystąpiła tylko w 1988 w Calgary, jednak były to tylko zawody pokazowe; zajęła wówczas 9.miejsce w skokach. Najlepsze wyniki w Pucharze Świata osiągnęła w sezonie 1990/1991, kiedy to zajęła 35. miejsce w klasyfikacji generalnej.
W 1991 r. zakończyła karierę.

## Osiągnięcia

### Mistrzostwa świata
| Miejsce | Dzień     | Rok  | Miejscowość | Konkurencja        | Zwycięzca         |
| ------- | --------- | ---- | ----------- | ------------------ | ----------------- |
| 20.     | 1 marca   | 1989 | Oberjoch    | Balet narciarski   | Jan Bucher        |
| 22.     | 3 marca   | 1989 | Oberjoch    | Jazda po muldach   | Raphaëlle Monod   |
| 10.     | 5 marca   | 1989 | Oberjoch    | Skoki akrobatyczne | Catherine Lombard |
| 5.      | 5 marca   | 1989 | Oberjoch    | Kombiancja         | Melanie Palenik   |
| 1.      | 16 lutego | 1991 | Lake Placid | Skoki akrobatyczne | -                 |

### Puchar Świata

#### Miejsca w klasyfikacji generalnej
- sezon 1987/1988: 38.
- sezon 1988/1989: 45.
- sezon 1990/1991: 35.